# The Weinstein Company
The Weinstein Company (скраћено TWC) био је амерички независни филмски студио који су основали Боб и Харви Вајнстин током марта 2005. године у Њујорку. Био је један од највећих мини-мајор филмских студија у Северној Америци пре отпуштања Харвија Вајнстина након оптужби за сексуално узнемиравање и силовање, као и финансијских проблема који су уследили. TWC је на крају прогласио банкрот у фебруару 2018. године, а независни студио Lantern Entertainment купио је већину његове филмске библиотеке и својине. Оснивач и извршни директор Боб Вајнстин је раније имао мали удео у предузећу.
TWC је отпустио оснивача и главног извршног директора Харвија Вајнстина у октобру 2017. године, након што се јавило преко 100 жена које су га оптужиле за сексуално узнемиравање, злостављање, напад или силовање.
Студио је 26. фебруара 2018. објавио у саопштењу да ће прогласити банкрот након пропасти уговора о откупу са групом инвеститора коју је предводила Марија Контрерас Свит. Међутим, његов Одбор и група инвеститора потврдили су 1. марта 2018. да су постигли договор у којем ће TWC продати сву своју својину за 500 милиона долара. Дана 6. марта 2018. уговор о аквизицији је поново пропао након што је откривен дуг од 50 милиона долара. Поднео је захтев за стечај у поглављу 19. марта 2018. године. Lantern Capital је 1. маја 2018. године изашао као победник стечајне аукције студија.